# 337-ма фольксгренадерська дивізія (Третій Рейх)
337-ма фольксгренадерська дивізія (Третій Рейх) (нім. 337. Volksgrenadier-Division) — піхотна дивізія народного ополчення (фольксгренадери) вермахту за часів Другої світової війни.

## Історія з'єднання
337-ма фольксгренадерська дивізія була сформована 15 вересня 1944 року на заміну 337-ій піхотній дивізії в Грос-Борні на основі підрозділів 570-ї фольксгренадерської дивізії, яка в цей час формувалася. Директивою ОКГ I/1951 від 15 квітня 1945 року групі армій «Вісла» було наказано: «Група армій «Вісла» повинна в найкоротший термін сформувати 337-у фольксгренадерську дивізію з 337-ї піхотної дивізії. Для формування 337-ї фольксгренадерської дивізії використовувати частини, сформовані групою армій „Вісла“ як 391-ша охоронна дивізія, з підлеглими їм частинами».

## Райони бойових дій
- Польща, Німеччина (вересень 1944 — квітень 1945)

## Командування

### Командири
- генерал-лейтенант Ебергард Кінцель (15 вересня 1944 — квітень 1945)

### Підпорядкованість
| Час      | Корпус     | Армія      | Група армій (округ) | Штаб             |
| -------- | ---------- | ---------- | ------------------- | ---------------- |
| 1944     |            |            |                     |                  |
| вересень | формування | формування | формування          | II ВО            |
| жовтень  | XXXXVI ак  | 9 А        | Група армій «Центр» | Варшава          |
| грудень  | XXXXVI ак  | 9 А        | Група армій «A»     | Варшава          |
| 1945     |            |            |                     |                  |
| січень   | XXXXVI ак  | 9 А        | Група армій «A»     | Варшава          |
| лютий    | XXIII ак   | 2 А        | Група армій «Вісла» | Пройсиш-Старгард |
| квітень  | резерв ОКГ | резерв ОКГ | резерв ОКГ          | Данциг           |

### Склад
| 1944                                   |
| -------------------------------------- |
| 313-й гренадерський полк               |
| 688-й гренадерський полк               |
| 690-й гренадерський полк               |
| 337-й артилерійський полк              |
| 337-й інженерний батальйон             |
| 337-й протитанковий дивізіон           |
| 337-ма дивізійна фузілерна рота        |
| 337-й дивізійний батальйон зв'язку     |
| 337-ме дивізійне управління постачання |
| 337-й запасний батальйон               |